# Secondhand Opinions
Secondhand Opinions è il secondo album dei Not By Choice, pubblicato nel 2004. L'unico singolo estratto dall'album è Days Go Bye.

## Tracce
1. Out Of Reach (Too Far Gone)
2. Home
3. Call Out
4. Days Go By
5. So Close
6. Tongue Tied
7. Save Yourself
8. Never Say Goodbye
9. Here With Me
10. Wake Up
11. Echoes
12. Things Will Never Be The Same

## Formazione
- Mike Bilcox – chitarra, voce
- Glenn "Chico" Dunning – basso, voce
- Liam Killeen – batteria